# Gryllosoma
Gryllosoma is een geslacht van rechtvleugeligen uit de familie krekels (Gryllidae). De wetenschappelijke naam van dit geslacht is voor het eerst geldig gepubliceerd in 1928 door Hebard.

## Soorten
Het geslacht Gryllosoma omvat de volgende soorten:
- Gryllosoma choco Hebard, 1928
- Gryllosoma esau Hebard, 1928